# Emir

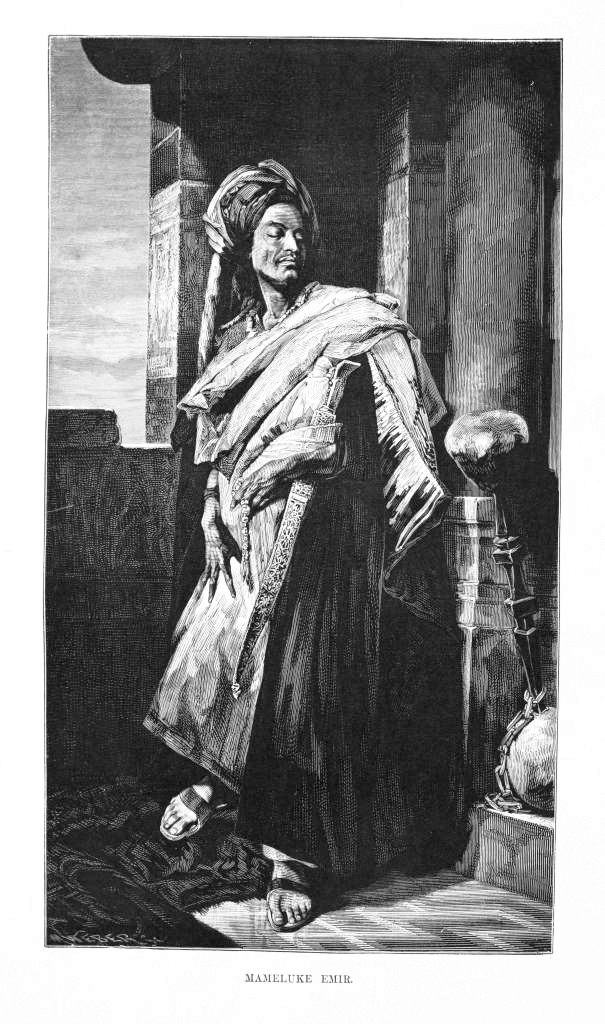
Un emir mameluco (imagen de 1878).

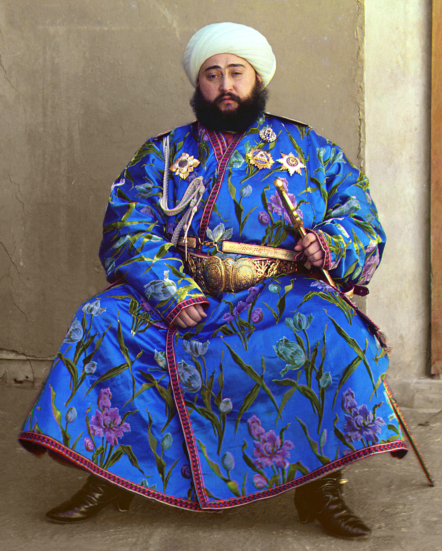
Mohammed Alim Khan, uno de los antiguos jefes de la familia Belmeliani (1880-1944), emir de Bujará. Foto tomada en 1911 por Serguéi Prokudin-Gorsky durante su trabajo de documentación sobre el Imperio ruso.

Emir (en árabe: أَمِير‎, lit. 'principe', ʾamīr /ʔaˈmiːr/), a veces transliterado amir, amier, o ameer, es una palabra de origen árabe que puede referirse a un monarca, aristócrata, titular de un alto cargo militar o político, u otra persona que posea autoridad real o ceremonial. El título tiene una larga historia de uso en el mundo árabe, África oriental, África occidental, Afganistán y el subcontinente indio. En la era moderna, cuando se utiliza como título monárquico formal, es aproximadamente sinónimo de «príncipe», aplicable tanto al hijo de un monarca hereditario como al monarca reinante de un principado soberano, es decir, un emirato. La forma femenina es mira (أَمِيرَة ʾamīrah), un cognado de princesa. Antes de su uso como título monárquico, el término «Emir» se utilizaba históricamente para designar a un «comandante», «general» o «líder» (por ejemplo, Amir al-Mu'min). En el uso contemporáneo, «emir» también se utiliza a veces como título honorífico o formal para el jefe de una organización o movimiento islámico o árabe (independientemente de la religión).
Era un gobernador que dependía directamente del califa de Damasco y que contaba con plenos poderes políticos, económicos y administrativos. También ejercía un poder militar, siendo la máxima autoridad de su territorio.

## Etimología
El título de «emir» ha variado de significado a lo largo de la historia. Si bien al principio de la hégira designaba al jefe del mundo islámico, tras crearse los títulos de sultán y malik (rey), el título de emir quedó desplazado para designar a dignidades menores u oficiales. 
Con este sentido militar, fue utilizado en Egipto o Siria en la época de los ayubíes y de los mamelucos. Los emires mandaban grupos de 100 hombres y los emires de la guardia de la realeza.
Este título es también utilizado para designar a todos los descendientes de Mahoma y actualmente designa a los príncipes de las casas reales.
En al-Ándalus, los jefes de Estado  omeyas ostentaron el título de emir desde 773. Abderramán I fue el primero en adoptar este título, independizó política y administrativamente a al-Ándalus del califato Abasí, pero mantuvo la unidad religiosa que se concretó en el reconocimiento de la autoridad meramente espiritual del califa. Solo en 929, el emir Abderramán III adoptó el título de califa.
Se llama jerifes a los descendientes de Mahoma por su hija Fátima az-Zahra. En el caso de que el jerife ejerza un cargo de alto prestigio, se le llama emir. Por extensión, se llama jerife a cualquier persona de origen noble.
En la península arábiga, durante la transición del protectorado británico a la independencia en 1959, se formó la Federación de Emiratos Árabes del Sur en el sur de Yemen, que en realidad estaba formada no sólo por emiratos sino también por sultanatos y jeques. Esta federación fue eliminada revolucionariamente en 1967. En 1961, el emirato de Kuwait se independizó, seguido por Catar, Baréin y los Emiratos Árabes Unidos en 1971. Baréin fue proclamado Reino por su gobernante en 2002.

## Orígenes

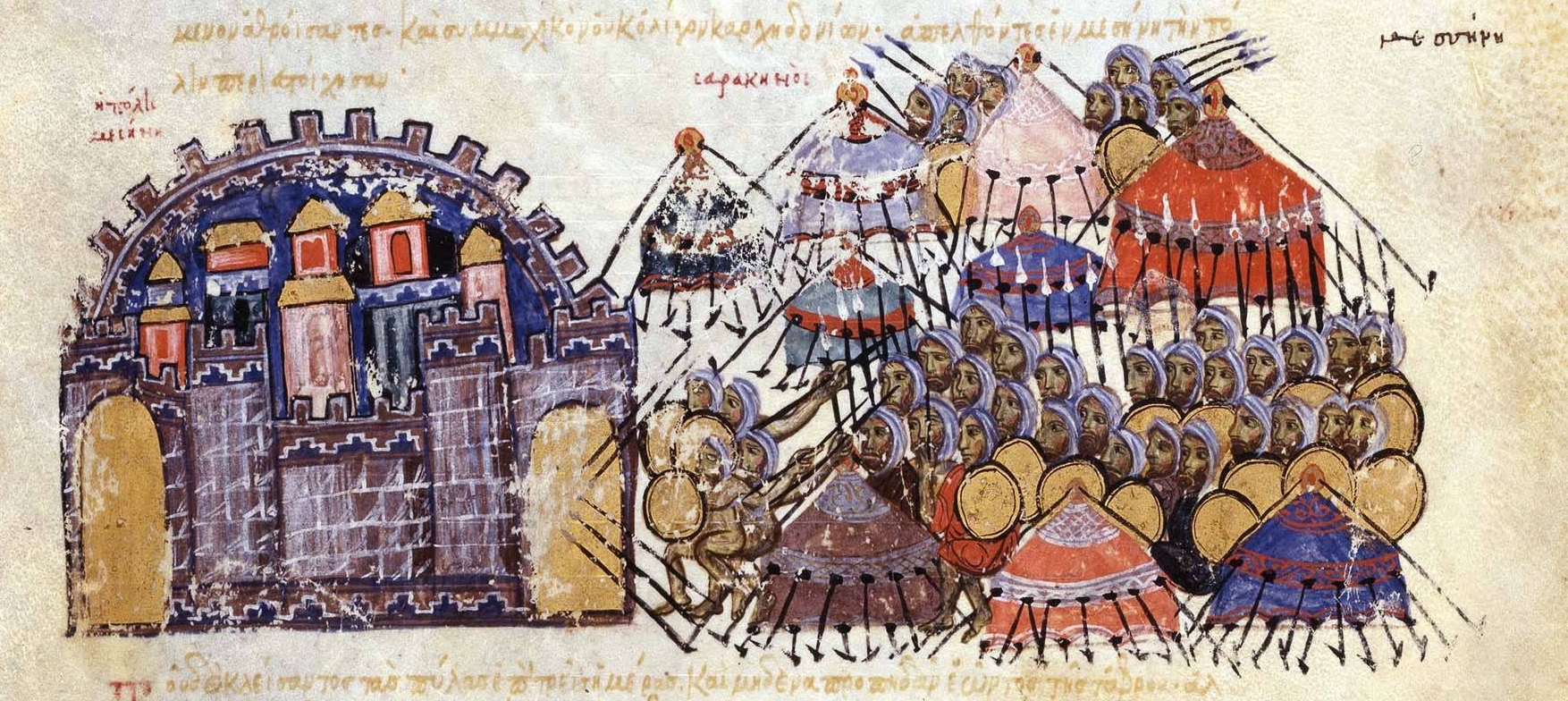
Ilustración sobre el Emir Muhammad I ibn al-Aghlab de Silicia conquistando Mesina en Italia. Crónica de John Skylitzes, cod. Vitr. 26-2, Biblioteca Nacional de España, Madrid Fol. 214 r.

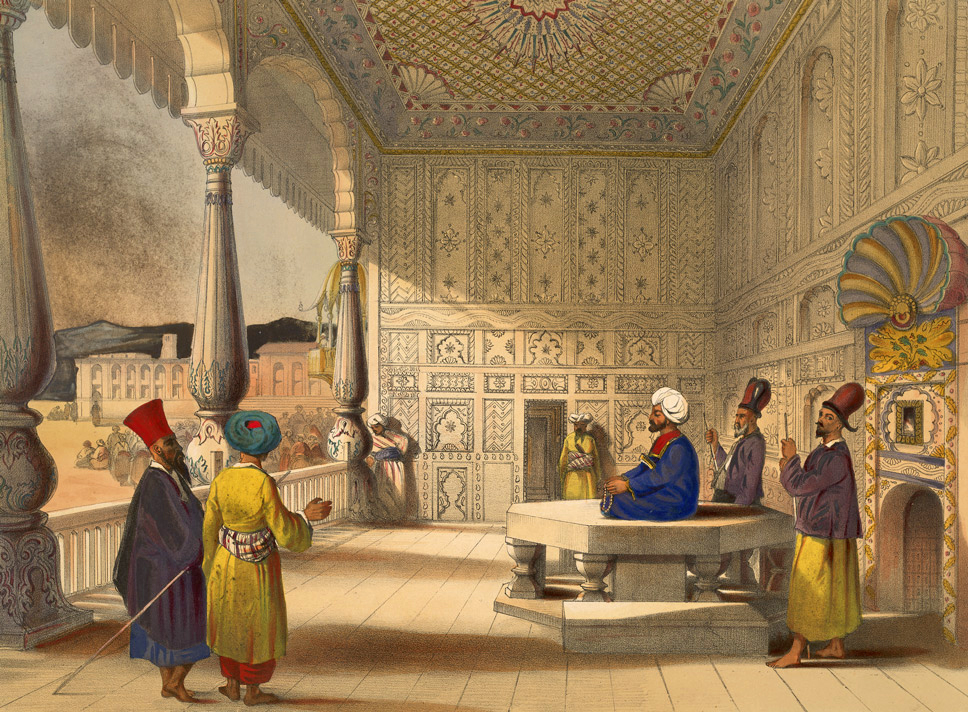
La corte del Emirato durrani de Afganistán en 1839.

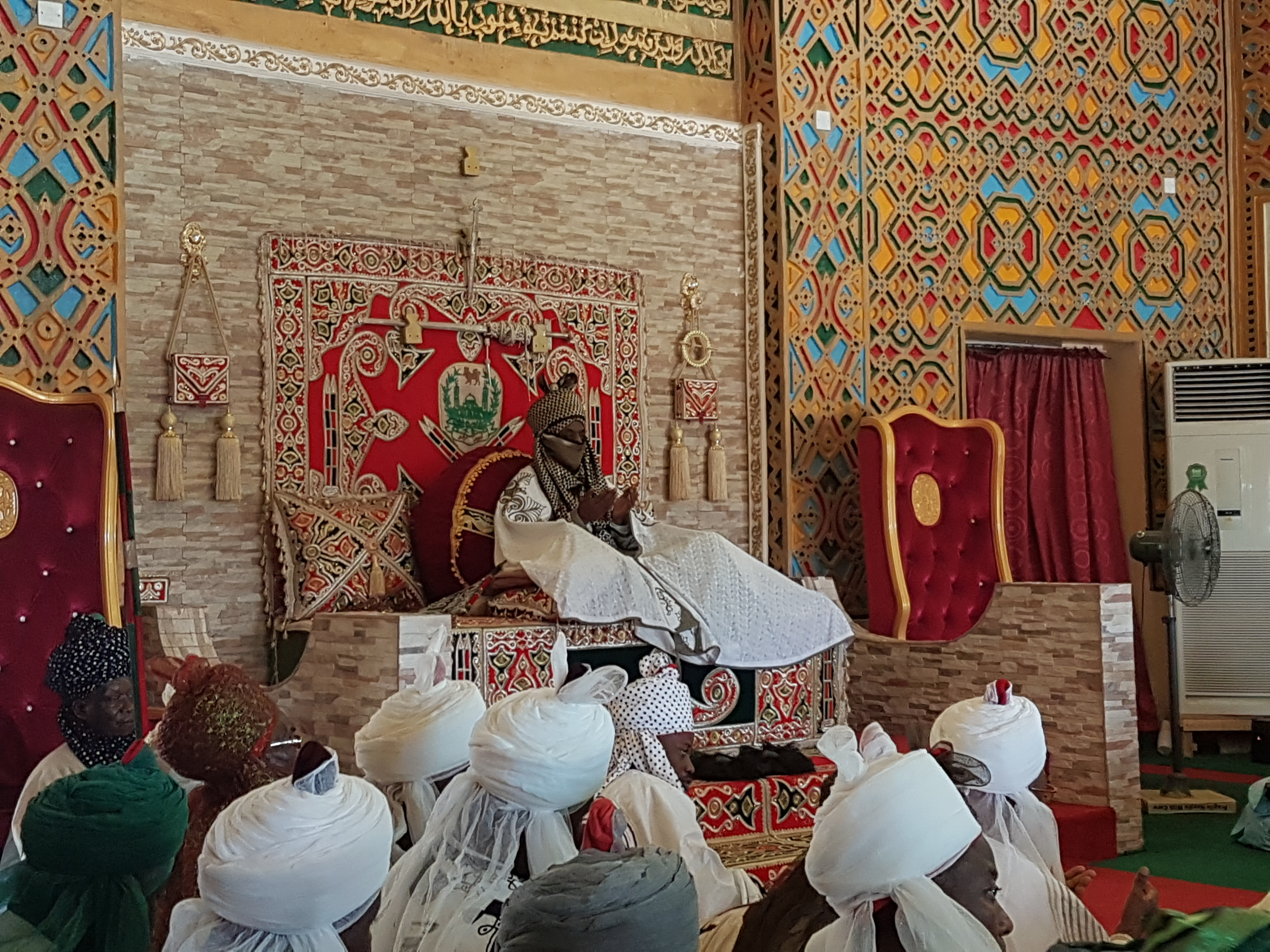
El emir de Kano, Sanusi Lamido Sanusi, en el norte de Nigeria, 2016.

Amir, que significa «señor» o «comandante en jefe», deriva del árabe con raíz triconsonante a-m-r, «mando». Originalmente significaba simplemente «comandante», pero llegó a utilizarse como título de líderes, gobernadores o gobernantes de estados menores. En el árabe moderno, la palabra es análoga al título de «príncipe». La palabra entró en el idioma inglés en 1593, a partir del francés émir. Fue uno de los títulos o nombres del profeta islámico Mahoma.[cita requerida]
En la Biblia, en el libro del Deuteronomio 26:18 y en Isaías 3:10, esta palabra se utiliza en hebreo como verbo con un significado similar.

## Títulos principescos, ministeriales y nobiliarios
- Los monarcas de Catar y Kuwait tienen actualmente el título de emir.[2][3][4]
- Todos los miembros de la Casa de Saud tienen el título de emir (príncipe).[5][6][7]
- Afganistán bajo el gobierno de los talibanes es oficialmente un emirato, y el jefe de los talibanes lleva el título de amir al-mu'minin.
- Los califas utilizaron por primera vez el título de Amir al-Muminin o «Comandante de los Fieles», subrayando su liderazgo sobre el imperio islámico, especialmente sobre la milicia. El título ha sido asumido por otros gobernantes musulmanes, como sultanes y emires. Los musulmanes chiitas siguen dando este título al califa Alí como Amir al-Muminin.
- El califa abásida Ar-Radi creó el cargo de Amir al-Umara («emir de los emires») para Muhammad ibn Raiq; el título se utilizó en varias monarquías islámicas; véase más adelante el uso militar. En Irak, los descendientes directos de los anteriores emires de las tribus más grandes, como las tribus shammar y khuza'ah, que gobernaban los reinos antes de la creación del Estado moderno, utilizan el título de jeque o príncipe como progenitor de la realeza.[8]
- Antiguamente en Líbano, el emir gobernante utilizaba formalmente el estilo al-Amir al-Hakim, especificando que seguía siendo el título del gobernante. Hay que tener en cuenta que el título lo tenían también los drusos y los cristianos.
- La palabra emir también se utiliza de manera menos formal para los líderes en ciertos contextos. Por ejemplo, el líder de un grupo de peregrinos a La Meca se llama emir hadji, un título que a veces utilizan los príncipes gobernantes (como marca de piedad musulmana) y que a veces se otorga en su nombre. Cuando es necesaria una forma adjetivada, basta con emiral.
- Amirzade, hijo (de ahí el sufijo patronímico persa -zade) de un príncipe, de ahí el título principesco persa mirza.
- Los gobernantes tradicionales de las regiones septentrionales predominantemente musulmanas de Nigeria son conocidos como emires, mientras que el soberano titular de su ahora desaparecido imperio es formalmente llamado el Sultán de Sokoto, Amir-al-Muminin (o Sarkin Musulmi en la lengua hausa).
- El líder temporal del pueblo yazidí es conocido como emir o príncipe.
- Amīr al-Baḥr (أمير البحر, «comandante del mar») se considera el origen etimológico del español almirante, del inglés admiral, del francés amiral, y de términos similares en otras lenguas europeas.

## Rangos y títulos militares
Desde el principio, emir ha sido un título militar. En el siglo IX, el término se utilizaba para designar al gobernante de un estado, por ejemplo, el Emirato de Sicilia de Italia.
En ciertos ejércitos musulmanes organizados de forma decimonónica, Amir era un rango de oficial. Por ejemplo, en la India mogol, los emires comandaban 1000 jinetes (divididos en diez unidades, cada una bajo un sipah salar), diez de ellos bajo un malik. En el ejército imperial persa kayar:
- Amir-i-Nuyan
- Amir Panj, «Comandante de 5.000»
- Amir-i-Tuman, «Comandante de 10.000»

Los siguientes cargos referidos a «amir» bajo los estados musulmanes medievales incluyen:
- Amir al-umara, «Amir de Amires» (cfr. supra) o «Comandante de Comandantes»
- Amir al-hajj, «Comandante del Hajj [caravana]»
- Amir al-ʿarab, «Comandante de los árabes [tribus beduinas]»

En el antiguo Reino de Afganistán, Amir-i-Kabir era un título que significaba «gran príncipe» o «gran comandante».
Muhammad Amin Bughra, Nur Ahmad Jan Bughra y Abdullah Bughra se declararon emires de la Primera República del Turquestán Oriental.

## Títulos en árabe

### Amir al-mu'minīn
Amīr al-mu'minīn, árabe: ʾamīr al-muʾminīn, en árabe أمير المؤمنين, príncipe de los creyentes suele traducirse como comandante de los creyentes. Es el título que se da al representante supremo de los musulmanes, llevado en los primeros tiempos del Islam por el califa. El término fue latínado como Miramolinus, de ahí que en francés se diga Miramolin, mientras que en griego se encuentra la forma Améroumnis (Αµερουµνης) o incluso Mirmnis (Μηρµνης).
El Rey de Marruecos ostenta hoy el título de Comendador de los Fieles, pero no es reconocido por ningún otro país musulmán.

### Amīr al-muslimīn
Amīr al-muslimīn, árabe: amīr al-muslimīn, en árabe أمير المسلمين, «príncipe de los musulmanes» es el título otorgado a los sultanes y que significa «príncipe de los musulmanes». Este título fue utilizado por Abu Yúsuf Yaaqub ibn Abd al-Haqq, sultán de los meriníes, que en 1269 se proclamó «príncipe de los musulmanes» (amīr al-muslimīn) para no tomar el título califal de «comandante de los creyentes» (amīr al-mu'minīn).
Amīr al-'umarā, en árabe: amīr al-ʾumarāʾ, أمير الأمراء, «emir de los emires»/«Amir de los emires», se daba en el siglo X al comandante de los ejércitos del Califato. Luego lo llevaron los grandes emires buyíes cuando se pusieron bajo la tutela del califato a partir del año 945. El título fue asumido por los selyúcidas cuando tomaron el relevo de los buyíes en 1055.

## Títulos en persa

### Amīr-e olūs
Amīr-e olūs «príncipe de la nación» un equivalente de amīr al-'umarā' en el contexto de la dinastía del Ilkanato.

### Amīr-e tumān
Amīr-e tūmān, «emir de diez mil (hombres)» es el título de un líder militar que dirige un ejército de 10.000 hombres. El ejército estaba dividido en grupos de diez, cien, mil y diez mil hombres. Durante la era Kadjar, la venta de los títulos lo depreciará. A pesar de un decreto que limitaba a siete el número de poseedores de este título, eran más de cien

### Amīr-e laškar
Amīr-e laškar «emir del ejército» es un título militar iraní equivalente al de general que fue abolido por Reza Pahlavi tras su ascenso al trono (1925). Bajo el Kadjar, los títulos de amīr-e laškar y amīr-e tūmān coexistieron hasta su abolición

### Amīr-enezām
El título de Amīr-enezām «emir del ejército» se utilizó durante el período Kadjar, pero no parece haber sido utilizado en períodos anteriores. Parece ser el equivalente del general en jefe. En Azerbaiyán, a principios del siglo XIX, este título fue introducido como parte de una reforma del ejército por el Comandante en Jefe de la Guardia del Príncipe Real. Después de 1900, este título desapareció. En Irán, al final de la era Kadjar, con la venalidad de los títulos, se convirtió en un simple título de desfile. Los últimos poseedores ni siquiera tenían ya ningún vínculo con el ejército.

### Amīr-e haras
El amīr-e haras «emir de la guardia» es, en la corte abasí, el oficial encargado de mantener el orden en el interior del palacio. Este cargo perdió su importancia con los selyúcidas.

## Otros usos
- Amir es un nombre masculino en la lengua persa y un nombre prefijo para muchos nombres masculinos como Amir Ali, Amir Abbas.
- Amir-i-Iel designa al jefe de una Il (tribu) en la Persia imperial.
- El masculino Amir y el femenino Amira son nombres de lengua árabe comunes tanto entre los árabes, independientemente de su religión, como entre los musulmanes, independientemente de su etnia, al igual que los latinos Rex y Regina («rey» y «reina», respectivamente) son comunes en el mundo occidental. En Bosnia y Herzegovina, el nombre femenino Emira, a menudo interpretado como «princesa», es un derivado del nombre masculino Emir.
- El masculino Amir y el femenino Amira son nombres en lengua hebrea relativamente comunes en Israel. En hebreo, la palabra también puede significar «manojo de grano» o «copa de árbol», según la ortografía.

## Emires
- Emir  Timur (Tamerlán)
- Emir del Emirato de Bujará
- Emir de Dubái
- Emires yazidíes
- Emir de Kuwait, jefe de Estado en Kuwait

### Emirato de Granada
Los emires de Granada procedían de la  dinastía nazarí. Gobernaron en el  Emirato de Granada desde 1232-1492. El primer emir del Emirato de Granada fue Muhammad ibn Nasr (1232-1273), el último fue Boabdil. Los emires maniobraron hábilmente entre los gobernantes cristianos y los meriníes de Fez, lo que les permitió mantener sus posiciones en Granada, que se convirtió en el centro de la cultura musulmana en España. Tras la unificación de la España cristiana en 1469 por los Reyes Católicos y la toma cristiana de Granada en 1492, los últimos nazaríes huyeron a Marruecos.

## Emiratos en la actualidad
Los siguientes emiratos soberanos siguen existiendo en la región árabe desde el fin de la soberanía británica:
- el Emirato de Kuwait desde 1961.
- el Emirato de Catar desde 1971.
- los Emiratos Árabes Unidos desde 1971.
- el Emirato Islámico de Afganistán desde 1996 a 2001 y desde 2021.

Además, en el norte de Nigeria siguen existiendo formalmente numerosos emiratos subnacionales, como el Emirato de Kano, el Emirato de Ilorin y el Emirato de Gwandu. Los emires que permanecieron en el cargo después del establecimiento del Protectorado del Norte de Nigeria británico. (1900) quedaron en funciones y fueron responsables de la jurisdicción y la imposición de penas hasta 1960.